# 麥卡利斯特山 (鮑曼海岸)
68°44′S 65°54′W / 68.733°S 65.900°W
麥卡利斯特山（英語：Mount McAllister），是南極洲的山峰，位於葛拉漢地的鮑曼海岸，處於布倫特山西北面7公里的韋爾豪澤冰川西岸，海拔高度1,975米，現時由南極條約體系管理。